# Подвійний запис
Подві́йний за́пис — це принцип тотожного відображення господарчих операцій на рахунках, що забезпечує рівність оборотів за дебетом і кредитом відповідних рахунків. Іншими словами, це відображення кожної господарської операції двічі, за дебетом одного й за кредитом іншого рахунку у тій самій сумі.
Взаємозв'язок між рахунками, що виникає шляхом подвійного запису, називають кореспонденцією (відповідністю) рахунків, а рахунки, які беруть участь у такій кореспонденції, ― кореспондуючими.
Позабалансові рахунки — це єдиний вид рахунків, при відображенні інформації на яких не використовують подвійний запис.
Система подвійного запису в бухгалтерському обліку  — концепція, при якій будь-яка бухгалтерська операція вимагає проводки по двох рахунках; бухгалтерський облік використовує терміни «кредит» і «дебет» і кожен дебетовий запис супроводжується відповідним кредитовим записом. Сума активів підприємства завжди дорівнює сумі зобов'язань і власного капіталу.
Засновником принципів сучасного бухгалтерского обліку (подвійний запис, дебет, кредит, баланс тощо), опублікованих у 1494 році, вважають італійського математика Луку Пачолі (1445–1517).